# (159504) 2000 WO67
(159504) 2000 WO67 est un astéroïde Apollon et aréocroiseur, classé comme potentiellement dangereux. Il fut découvert par LINEAR à Socorro le 27 novembre 2000.